# Scarabaeus deludens
Scarabaeus deludens är en skalbaggsart som beskrevs av Zur Strassen 1961. Scarabaeus deludens ingår i släktet Scarabaeus och familjen bladhorningar. Inga underarter finns listade i Catalogue of Life.